# Cronartium arizonicum
Cronartium arizonicum är en svampart som beskrevs av Cummins 1984. Cronartium arizonicum ingår i släktet Cronartium och familjen Cronartiaceae.   Inga underarter finns listade i Catalogue of Life.